# Reineta d'ulls vermells australiana
La reineta d'ulls vermells australiana (Litoria chloris) és una espècie de granota que viu a l'est d'Austràlia.
Està amenaçada d'extinció per la pèrdua del seu hàbitat natural.